# Glarner Pastete

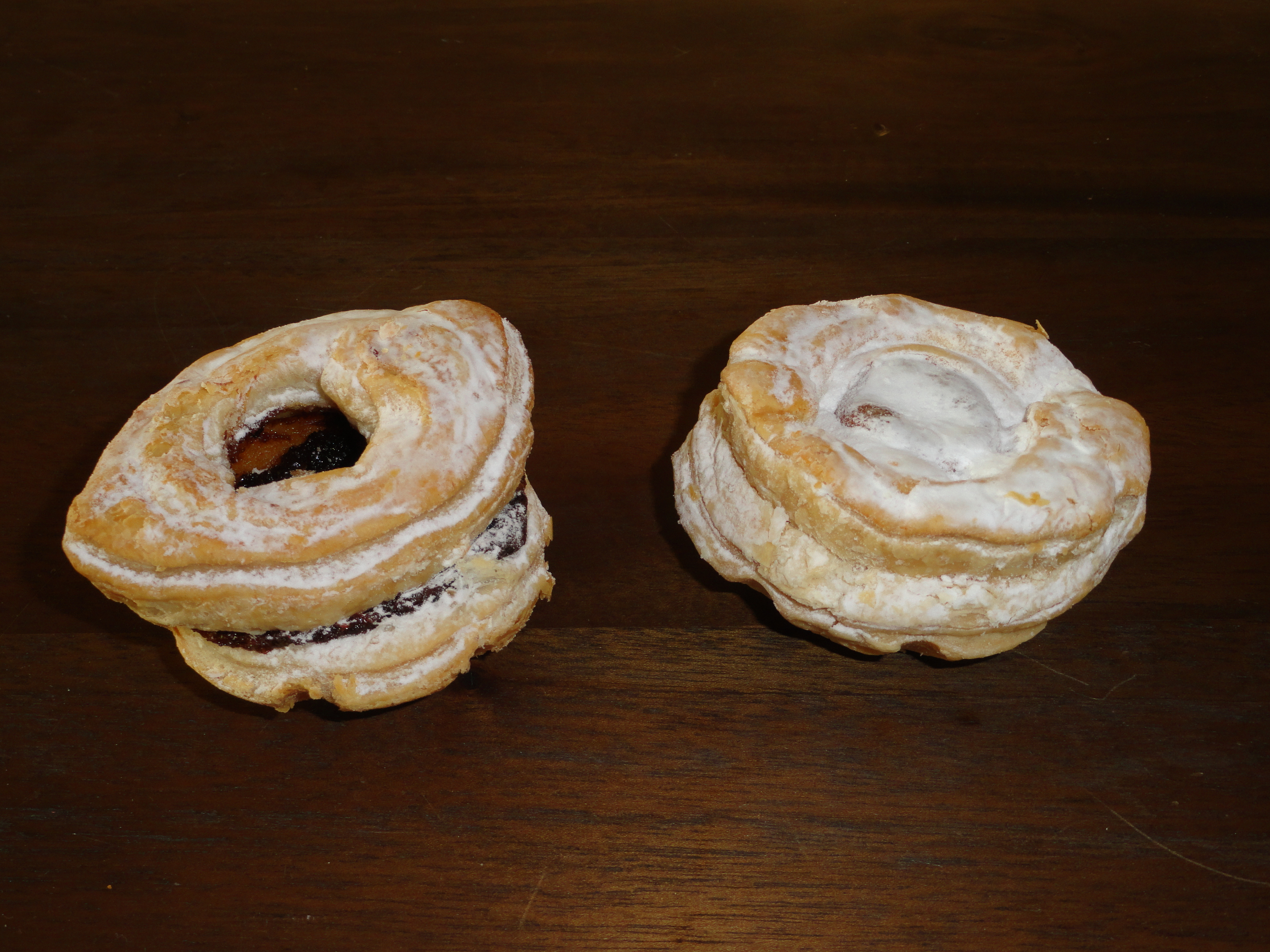
Beggeli, links mit Zwetschgen-, rechts mit Mandelfüllung

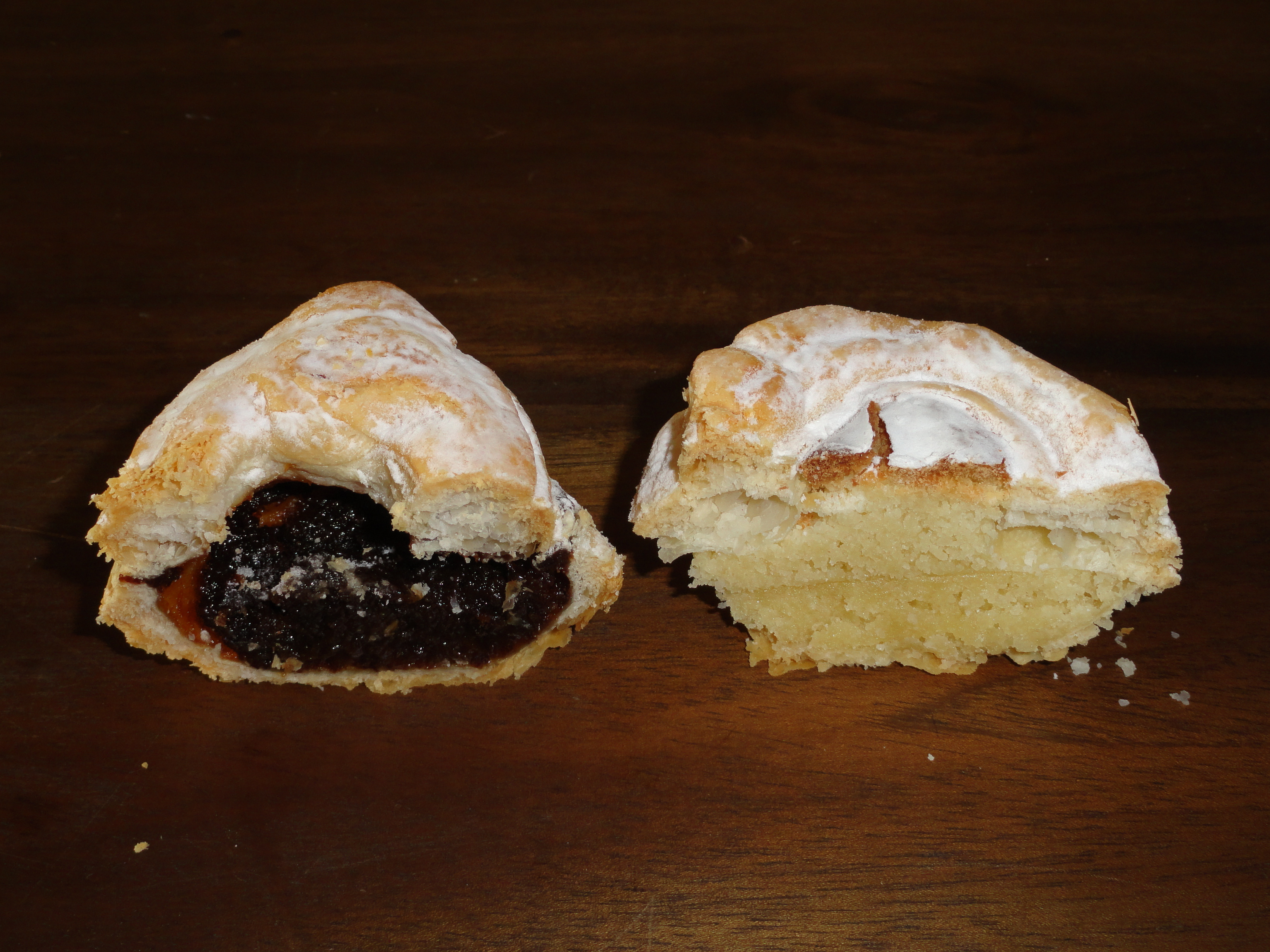
Aufgeschnitten

Glarner Pastete ist eine Süssgebäck-Spezialität aus dem Schweizer Kanton Glarus.
Die Glarner Pastete wird aus Blätterteig hergestellt und in einer tiefen, runden Kuchenform gebacken. Sie besteht aus einem zentralen Teil, um den 8 bis 24 Teile in der Art eines Dreikönigskuchens gruppiert sind. Die Füllung besteht aus Zwetschgenmus oder einer marzipanähnlichen Mandelmischung, die bisweilen ein Geheimrezept des Bäckers ist. Über der Füllung wird die Pastete mit einem Teigdeckel verschlossen. Manchmal ist die Pastete auch zur Hälfte mit Zwetschgenmus und zur Hälfte mit Mandelmasse gefüllt. Als Dekoration wird die Pastete oft mit Puderzucker bestreut.
Pasteten, üblicherweise mit Fleischfüllung, gehörten früher zu den Speisen der vornehmen Leute. Als Pasteten im 18. Jahrhundert durch Offiziere, die aus fremden Kriegsdiensten zurückkamen, im ärmlichen Glarnerland bekannt wurden, wurde das Fleisch durch ein Mus aus getrockneten Äpfeln oder Zwetschgen ersetzt, bei festlichen Gelegenheiten auch durch Mandeln. Das Schälen der Mandeln geschah im Familienkreis und dabei wurde ununterbrochen gepfiffen und gesungen, damit ja keine teuren Mandeln genascht wurden.
In Bäckereien werden sie entweder als einzelne grosse Pastete oder in einer kleineren Form angeboten. Die kleineren «Pastetli» haben einen Durchmesser von circa 7 Zentimeter und werden auch Beggeli (kleine Becken) genannt.